# Art demostrativa
Art demostrativa és un llibre de Ramon Llull escrit el 1283 a Montpellier. És una segona versió de l'Art de l'Ars compendiosa inveniendi veritatem i comprèn les Figures i l'Alfabet, que fan visibles les figures i faciliten els mecanismes combinatoris i els càlculs.

## Context
És una de les obres de Ramon Llull que formen part de l'Ars, un sistema filosòfic per demostrar, a través de l'argumentació filosòfica, la veritat del cristianisme als infidels, mitjançant tècniques racionals de notació simbòlica i diagrames combinatoris. La producció de l'Ars es pot dividir en quatre etapes, i aquesta obra pertany a la segona.
- La primera, anomenada «etapa preart», recull els últims anys d'aprenentatge, abans de la il·luminació de Randa (entre 1271 aproximadament i 1274). A aquesta etapa pertany un tractat de lògica en vers (La lògica d'Algatzel, 1271-1272?), i el Llibre de contemplació en Déu (1273-1274), la primera gran obra de Llull.
- És a la segona etapa on pertany l'obra Art demostrativa. Amb el nom d'«etapa quaternària», aquest període va durar entre 1274 i 1290, i s'anomena així perquè els principis bàsics que estructuren l'Art s'agrupen en un nombre múltiple de quatre. En formen part l'Art abreujada (1274) i l'Art demostrativa, de les quals deriven respectivament dues novel·les: El Llibre d'Evast e d'Aloma e de Blaquerna son fill (1283) i el Fèlix o Llibre de meravelles (1288-1289).
- A partir de 1290 a l'any 1308, els conceptes van passar d'agrupar-se en un nombre múltiple de quatre a recollir-se en un nombre múltiple de tres, per la qual cosa s'anomenarà el nou període com a «etapa ternària». L'Ars inventiva (1290) és la primera d'aquesta etapa, i es tanca amb l'Art breu (1308). D'aquest període en destaca la gran enciclopèdia Arbre de Ciència (1296-1297), juntament amb dues manifestacions de la lírica lul·liana: lo Desconhort (1295) i el Cant de Ramon (1300).
- Finalment l'«etapa postart», compren des del 1308 fins a la seva mort, l'any 1316 on Llull deixa de banda l'Art i se centra en l'escriptura sobre qüestions de filosofia, teologia i lògica.[4]